# Фохт, Рихард Августович
Рихард Августович Фохт (нем. Johann Richard Georg Voigt; 1834—1914) — российский педагог, профессор римской словесности.

## Биография
Родился 9 января 1834 года в Гейтгайне (королевство Саксония). С 13 лет учился в закрытой гимназии в Гримме, где преподавал Э. Вундер. По его совету в 1852 году продолжил обучение в Эрлангенском университете, где изучал богословие и филологию. С осени 1853 до конца 1856 года учился в Лейпцигском университете, посещал Королевскую филологическую семинарию при нём. Осенью 1856 года получил степень кандидата филологии, а затем степень доктора философии. В 1857 году преподавал в гимназии в Гримме, где прежде учился сам. Затем преподавал немецкий и древние языки в Дрездене и Циттау.
В период реформ Александра II приехал в Петербург, где с 15 июля 1859 года на протяжении 15 лет преподавал древние языки в училище при лютеранской церкви Св. Анны. Кроме этого, с 1 октября 1864 года он был зачислен в Отделение языкознания и классической филологии Императорской Публичной библиотеки, через день был назначен заведующим отделения и занимал эту должность до 1868 года. В его обязанности входили все работы по отделению: пополнение фонда, каталогизация и инвентаризация, выполнение заявок читателей и т. п.
С осени 1867 по 1875 годы был наставником, преподавателем латинской словесности и библиотекарем в Санкт-Петербургском историко-филологическом институте.
В 1871 году за диссертацию «De quarto Propertii libro» Гельсингфорским университетом был удостоен степени доктора философии.
С 1 июля 1875 года преподавал в должности ординарного профессора латинской словесности в Историко-филологическом институте князя Безбородко в Нежине. Был произведён 15 мая 1883 года в чин действительного статского советника.
Определением Правительствующего сената от 06 февраля 1884 года Рихард Августович Фохт был признан в потомственном дворянском достоинстве с правом на внесение в III часть дворянской родословной книги.
Был награждён орденами Св. Анны 2-й ст. и Св. Станислава 2-й ст. (1881).
В 1892 году вышел в отставку. Умер в 1914 году.
Его сын, Фохт, Вальтер Рихардович (1862—1941) — историк и архивист. По сведениям мемуариста, в 70 лет Рихард Августович Фохт влюбился в артистку какого-то бродячего цирка, женился на ней, и от этого брака в Нежине, в 1902 году у него родился ещё один сын, Ульрих Рихардович.